# Waku Waku
Waku Waku, titulado en su última etapa como Jimanji Kanana, fue un concurso de Televisión española, dirigido por Narciso Ibáñez Serrador. Los derechos originales de producción de Waku Waku pertenecen a la productora de televisión japonesa TBS (Tokyo Broadcasting System), quien lanzó el programa por primera vez en 1983 bajo el título Wakuwaku Dōbutsu Land (わくわく動物ランド; 'Wakuwaku, el país de los animales'). El programa fue exportado no sólo a España sino también a otros países:
- Estados Unidos: Animal Crack-Ups (ABC, 1987)
- Países Bajos: Waku Waku (KRO, 1988-2001)
- Argentina: Waku Waku (Azul TV)
- Chile: Maravillozoo (Canal 13)
- Brasil: TV Animal (SBT)
- Portugal: Arca De Noé (RTP2, RTP1, 1990-1995)
- Uruguay: Waku Waku (Canal 10, 1998)

## Mecánica del concurso (versión de Televisión Española)
El programa consistía en la emisión de videos de comportamiento animal, que eran interrumpidos para que uno de los cuatro concursantes - siempre personajes famosos - anticipara cuál sería la reacción del animal ante la situación que se había planteado y mostrado en las imágenes ya exhibidas. Quien acertase ganaba un punto. Al final del programa aquel concursante que más puntos hubiese acumulado recibía una cantidad en metálico que debía donar a una sociedad protectora de animales de su elección.

## Etapas (Televisión Española)
En la versión de Televisión Española, el programa tuvo tres etapas, las dos primeras muy distanciadas en el tiempo y las tres diferenciadas por su presentadora, aunque no por el contenido ni el formato. 
El proyecto fue el primer trabajo de Ibáñez Serrador en televisión tras el éxito arrollador de la época de Un, dos, tres presentada por Mayra Gómez Kemp que había concluido casi un año antes. La elegida para presentar la etapa que se prolongó entre 1989 y 1991 fue Consuelo Berlanga en la que resultó su primera experiencia como presentadora en solitario de un programa de televisión tras su paso por el espacio de Jesús Hermida Por la mañana.
Siete años más tarde, el 19 de enero de 1998, y tras haber triunfado de nuevo con "Un, dos, tres" así como los espacios Hablemos de sexo y El semáforo, Ibáñez Serrador puso de nuevo en emisión Waku Waku y en ese momento, seleccionó para conducir el concurso a una joven y entonces desconocida Nuria Roca, procedente de Canal 9. Fue el debut en una televisión de ámbito estatal de quien se convertiría en una de las presentadoras más populares durante la siguiente década. Durante unos meses, desde octubre de 1998, estuvo además acompañada en la presentación por la checa Martina Hegel.
La cuota de pantalla media en esa etapa fue de 26%. El programa se prolongó hasta febrero de 2001, aunque desde enero de 2000, la realizadora Marisa Paniagua había sustituido a Chicho Ibáñez Serrador en la realización.
El espacio se canceló debido al aumento de precio de los segmentos documentales de animales procedentes de Japón, que encareció la producción de forma insostenible para TVE. Dos años más tarde, y con el nuevo título de Jimanji Kanana, se estrenó la que sería la última época del programa, con la presentación de Rosa García Caro, con idéntica mecánica que el original, pero con la novedad de la presencia del veterinario Carlos Rodríguez que daría consejos para el cuidado de mascotas. Esta última versión del programa, también a cargo de Ibáñez Serrador, se emitió a lo largo de 2003, hasta el 28 de diciembre del mismo año, dos semanas antes del estreno de Un, dos, tres... a leer esta vez.

## Concursantes (versión de Televisión Española)
Entre los concursantes que pasaron por el plató español de Waku Waku, figuran los siguientes:
- 12 de marzo de 1989 - Irma Soriano
- 23 de abril de 1989 - Ágata Lys - Beatriz Santana
- 30 de abril de 1989 - Esperanza Roy - Manolo Royo
- 14 de mayo de 1989 - José Luis Garci - Marta Sánchez - Amparo Soler Leal
- 21 de mayo de 1989 - Aurora Claramunt - Alberto Cortez - Olvido Gara - Juanito Navarro
- 28 de mayo de 1989 - Arévalo - Analía Gadé - Paloma Hurtado
- 4 de junio de 1989 - Beatriz Carvajal - Ana Diosdado - Carlos Larrañaga
- 11 de junio de 1989 - Bigote Arrocet - Adela Cantalapiedra - Norma Duval - Fernando Jiménez del Oso
- 18 de junio de 1989 - Arturo Fernández - Mayrata O'Wisiedo - Victoria Prego - Emilio Varela
- 25 de junio de 1989 - Licia Calderón - Iñaki Miramón - Jesús Puente - María San Juan
- 2 de julio de 1989 - Quique Camoiras - María Jesús - Emma Penella - José Vélez
- 9 de julio de 1989 - Fedra Lorente - Sara Montiel - Joaquín Prat - José Rubio
- 16 de julio de 1989 - Natalia Dicenta - Paloma Gómez Borrero - Fernando Sánchez Dragó
- 23 de julio de 1989 - Lydia Bosch - Sancho Gracia - Jesús Hermida - Ana Torroja
- 30 de julio de 1989 - María Fernanda D'Ocón - Adolfo Marsillach - Miguel de la Quadra Salcedo
- 13 de agosto de 1989 - Florinda Chico - El Fary - Bárbara Rey
- 20 de agosto de 1989 - Eloy Arenas - Massiel - María Luisa Merlo - Juan Pardo
- 8 de abril de 1990 - Eugenio - Lolita Flores - Mirta Miller - Pepe Navarro
- 15 de abril de 1990 - Luis Cobos - Isabel Gemio - Rappel
- 22 de abril de 1990 - María Jiménez - Constantino Romero - José Sancho - Rosa Valenty
- 6 de mayo de 1990 - Tino Casal - Miriam Díaz Aroca
- 13 de mayo de 1990 - María Casanova - Paola Dominguín - Luis Figuerola Ferretti
- 20 de mayo de 1990 - Paco Clavel - El Gran Wyoming - Loles León - Emma Suárez
- 27 de mayo de 1990 - Pablo Lizcano - Ana Obregón - Guillermo Summers
- 3 de junio de 1990 - Luis Aguilé - Enrique del Pozo - María Isbert - Silvia Marsó
- 10 de junio de 1990 - Fernanda Hurtado - Teresa Hurtado - Iñaki Perurena - Matías Prats
- 17 de junio de 1990 - Luis Eduardo Aute - Mary Santpere - Flavia Zarzo
- 24 de junio de 1990 - Ladislao Azcona - María Teresa Campos - José María Cano - Ángeles Caso
- 1 de julio de 1990 - Teresa Castanedo - Concha Cuetos - Antonio Resines - Julio Sabala
- 8 de julio de 1990 - Concha García Campoy - Antonio Giménez-Rico - Charo López
- 15 de julio de 1990 - Rosa Montero - Juan Carlos Naya
- 22 de julio de 1990 - Mari Carmen García Vela - Maribel Verdú
- 29 de julio de 1990 - Micky - Mónica Randall - Caco Senante - José Vélez
- 19 de agosto de 1990 - Lola Herrera - Juanjo Menéndez - Valentín Paredes
- 26 de agosto de 1990 - Gemma Cuervo - Luis del Olmo
- 2 de septiembre de 1990 - Elsa Baeza - José Mota - Juan Muñoz - Julia Trujillo
- 9 de septiembre de 1990 - Moncho Borrajo - Curro Castillo - Isabel Serrano
- 16 de septiembre de 1990 - Javier Basilio - Soledad Mallol - Elena Martín - José Manuel Soto
- 21 de septiembre de 1990 - Paloma Lago - Millán Salcedo - Josema Yuste
- 28 de septiembre de 1990 - Arévalo - Mónica Gabriel y Galán - Chari Gómez Miranda - Jorge Sanz
- 9 de noviembre de 1990 - Blanca Fernández Ochoa - María Kosty - Guillermo Montesinos
- 16 de noviembre de 1990 - Chicho Gordillo - Cristina Higueras - María Dolores Pradera - Enrique Simón
- 23 de noviembre de 1990 - Francine Gálvez - Javier Molina - Leticia Sabater - David Summers
- 30 de noviembre de 1990 - Alfredo Amestoy - Rosario Flores - Julia Otero
- 7 de diciembre de 1990 - Joaquín Arozamena - Esther Arroyo - Andoni Ferreño - Cristina Morató
- 14 de diciembre de 1990 - Carlos Herrera - Charo Pascual
- 21 de diciembre de 1990 - Concha Galán - Nieves Herrero - Luis Varela
- 28 de diciembre de 1990 - Simón Cabido - Juanito Navarro - Aitana Sánchez-Gijón
- 18 de enero de 1998 - Fiorella Faltoyano - Antonio Ozores - Emma Ozores - Ramón Sánchez-Ocaña
- 4 de octubre de 1998 - Anthony Blake - Olvido Gara - Bárbara Rey - Juan y Medio
- 21 de marzo de 1999 - Jesús Carballo - Guillermo Montesinos - Ana Otero - Paola Santoni
- 30 de enero de 2000 - Inés Ballester - Jorge Juan García - Emilio Gutiérrez Caba - Karmele Marchante
- 18 de febrero de 2001 - Beatriz Carvajal - Loles León - Luis Merlo - Juan y Medio